# Osthimosia benemunita
Osthimosia benemunita is een mosdiertjessoort uit de familie van de Celleporidae. De wetenschappelijke naam van de soort is voor het eerst geldig gepubliceerd in 1887 door MacGillivray.